# بيدرو غيفارا (ملاكم)
بيدرو غيفارا (بالإسبانية: Pedro Guevara)‏ مواليد 10 يناير 1988 في ولاية سينالوا، المكسيك، هو ملاكم محترف مكسيكي يصنف ضمن فئة وزن الذبابة بدأ مسيرته الاحترافية سنة 2008 حيث انتصر في نزاله الأول.

## المسيرة الاحترافية
من نزالاته:
- انتصر على أكيرا يايجاشي بالضربة القاضية (31-12-2014).
- انتصر على أرماندو توريس (31-05-2014).
- انتصر على راؤول غارسيا (30-03-2013).
- خسر أمام جوهنريل كاسيميرو (04-08-2012).

## إحصائيات
خاض خلال مسيرته 29 نزالا، فاز في 26 وتعادل في 1 وخسر في 2. فاز بالضربة القاضية في 17 نزالا.

## روابط خارجية
- بيدرو غيفارا على موقع بوكس ريك (الإنجليزية) (registration required)